# 善仁寺 (文京区小石川)
善仁寺（ぜんにんじ）は、東京都文京区にある真宗大谷派の寺院。

## 歴史
969年（安和2年）に開山された。当時は真言宗の寺院であった。
鎌倉時代、東国巡錫の旅に出ていた親鸞が当寺に立ち寄った。親鸞は水を所望したが、井戸から水を汲むのに難儀していた。そこで親鸞は持っていた杖で地面を掘ったところ、水がこんこんと湧き出てきた。この奇瑞を目の当たりにした当寺の住職賢徴は親鸞に帰依し浄土真宗に転宗した。この親鸞の湧水は現在も「極楽水の井戸」として残っている。

## 寺宝等
- 阿弥陀如来像（本尊）
- 善仁寺梵鐘  人間国宝である香取正彦（1899～１988年）作。

## 墓所
- 野田酔翁（茶人）
- 野田剛斎（儒学者）
- 犬塚忠倫（書院番）
- 犬塚忠暁（書院番）
- 大倉雨村（日本画家）

## 交通アクセス
- 茗荷谷駅より徒歩11分（経路案内）。
- 白山駅A1出口より徒歩14分（経路案内）。